# Dragoș Zisopol
Dragoș-Gabriel Zisopol (n. 12 noiembrie 1967, Câmpina, Prahova, România) este un politician greco-român, membru al Parlamentului României și președintele Uniunii Elene din Romania (UER)-(ΕΕΡ).